# Мотольский музей народного творчества
Мотольский музей народного творчества (бел. Мотальскі музей народнай творчасці) — музейное учреждение аг. Мотоль, Ивановского района, Брестской области, основным направлением деятельности которой является сбор, изучение, сохранение и возрождение материальной и духовной культуры Западного Полесья. В 2016 году музей посетили 10,5 тыс. человек.

## История

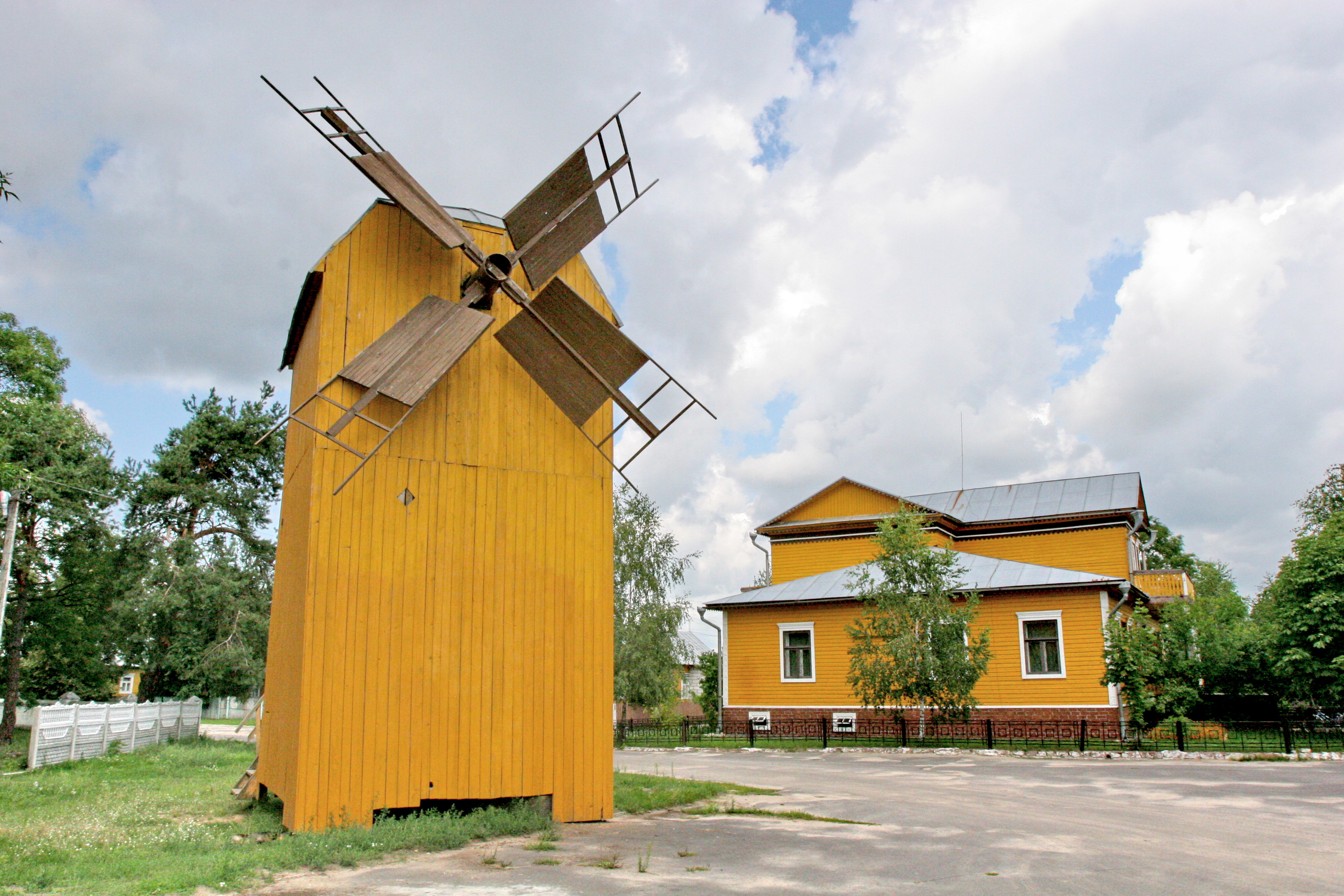

Мотольский музей народного творчества основан в 1983 г. по инициативе Министерства культуры БССР и местного колхоза «40 лет Октября» на основании официального документа «План проведения мероприятий по организации музея-заповедника народной и самодеятельного творчества Мотольского региона», разработанного совместной творческой группой районного отдела культуры республиканского НМЦ, правлением колхоза «40 лет Октября» и подписанного начальником управления культурно-просветительских учреждений - П. П. Саковичем, начальником управления музеев и охраны памятников А. Г. Михаленя, начальником отдела изобразительного искусства В. В. Уроднич, начальником культуры Брестского облисполкома В. А. Климчуком, председателем Ивановского райисполкома В. П. Куницкий.
Началось возведение здания под Мотольский музей народного творчества в 1984. Завершилась в начале 1990 года. Художественным оформлением музея занимался В. М. Капшай.
Первыми музейными собраниями были поступления музейных предметов из уже существующих школьных музеев Мотоля, колхозного музея «Боевой и трудовой славы», созданного секретарем партийной организации колхоза «40 лет Октября» П. П. Пташиц.
В 1988 г. Мотольский музей народного творчества приобретает статус государственного учреждения и возглавляется первым директором Мацукевич Ольгой Григорьевной и главным хранителем фондов Минюк Надеждой Павловной.
Открыт для посещения 13 августа 1995 года

## Фонды
Фонды музея насчитывают 27 506 экспонатов.
Музей имеет богатые коллекции:
- Археологии - наконечники стрел, ножи, скребки, топоры, серпы, зернецерка и др. (некоторые из них относятся к числу единственных в Европе);
- Чорнадымленай и глазурованной керамики;
- Пераборнага шматнитовага ткачества;
- Вышивки;
- Костюмов одежды мотальского региона;
- Иконописи и старопечатных изданий;
- Живописи художников-примитивистов, техника которых отражена на стекле, фанере и домотканом полотне;
- Медной, стеклянной и фарфоровой посуды;
- Экспозиция музея включает отделы: 
  - Истории
  - Крестьянского быта
  - Ремесел
  - Земледелия
  - Ильноапрацовки
  - Ткачества, одежды
  - Обрядов

Музей раскрывает перед посетителями региональные особенности материальной и духовной культуры Западного Полесья.
При музее работает выставочный зал, где периодически меняется экспозиция.
Особую ценность имеет богатая фототека (свыше четырёх тысяч негативов) довоенного и послевоенного времени первого мотальскага фотографа Минюка А. А. Она дополняет иллюстративным материалом каждую зал экспозиции и является прекрасным документом полувекового периода жизни полесской деревни (1927-1977). Первый фотоаппарат Алексей Минюк смастерил своими руками из линз очков, диафрагма была бумажная, а первые негативы были сделаны на стекле.

## Филиалы
- Филиал традиционной культуры «Дом травника» в Стрельно
- Филиал археологии «Нашы карані» в Мотоль[2]. В 2012 году началось строительство, а в 2013 году состоялось открытие филиала археологии «Нашы карані».
- В здании ветряной мельницы в Мотоль создана экспозиция «Млынарства ў акрузе», где посетители имеют возможность познакомиться с уникальными деревянными механизмами по размолу зерна

## Награды
За многогранную работу по пропаганде и популяризации народного искусства и традиционных промыслов в 2001 г. музей награждён Дипломом и специальной премией Президента РБ.
Диплом 1 степени за высокие показатели в номинации «Лучший туристический объект» туристического конкурса «Познай Беларусь» музей получил в 2007 г.